# Shopping (film, 1986)
Pour les articles homonymes, voir Shopping (homonymie).
Pour plus de détails, voir Fiche technique et Distribution.
Shopping (Chopping Mall) est un film américain réalisé par Jim Wynorski, sorti en 1986.

## Synopsis
Un centre commercial vient de s'équiper d'un système de sécurité ultramoderne : trois robots programmés pour parcourir la nuit venue les trois étages du centre et neutraliser d'éventuels malfaiteurs. Mais à la suite d'un orage, les robots deviennent incontrôlables et se mettent à agresser le personnel, ainsi qu'un groupe de huit adolescents travaillant dans le centre et qui ont décidé de rester après la fermeture pour s'offrir une nuit de fête ...

## Fiche technique
- Titre français : Shopping
- Titre original : Chopping Mall ou Killbots
- Réalisation : Jim Wynorski
- Scénario : Steve Mitchell et Jim Wynorski
- Production : Julie Corman (en)
- Musique : Chuck Cirino
- Photographie : Tom Richmond
- Montage : Leslie Rosenthal
- Pays de production :  États-Unis
- Langue : anglais
- Date de sortie : 
  - États-Unis : 21 mars 1986
- interdit aux moins de 12 ans

## Distribution
- Kelli Maroney (VF : Annabelle Roux) : Alison Parks
- Tony O'Dell : Ferdy Meisel
- Russell Todd (VF : Jean-Louis Faure) : Rick Stanton
- Karrie Emerson : Linda Stanton
- Barbara Crampton (VF : Brigitte Aubry) : Suzie Lynn
- Nick Segal (VF : Daniel Lafourcade) : Greg Williams
- John Terlesky (VF : Stéphane Bazin) : Mike Brennan
- Suzee Slater : Leslie Todd
- Paul Bartel (VF : Raymond Baillet) : Paul Bland
- Mary Woronov : Mary Bland
- Dick Miller (VF : Laurent Hilling) : Walter Paisley
- Gerrit Graham : Nessler
- Paul Coufos (VF : Jean-Louis Faure) : Dr. Stan Simon
- Robert Winley : M. Todd
- Angus Scrimm :  Dr. Carrington

## Commentaires
Le film sort d'abord en 1986 sous le titre Killbots sans rencontrer un grand succès. Les producteurs, considérant que l'affiche pouvait laisser croire qu'il s'agissait d'un ersatz de Transformers plutôt destiné aux enfants, décident de faire ressortir quelque temps plus tard le film avec le nouveau titre Chopping Mall, et il rencontre alors un plus large public.
Le titre anglais Chopping Mall est un jeu de mots entre « Shopping Mall » (signifiant « centre commercial ») et « Chopping » (signifiant « couper en morceaux », bien qu'aucune victime des robots ne subisse ce sort). L'affiche est d'ailleurs trompeuse : elle montre une main métallique tenir un sac de commissions rempli de membres humains, avec une tête qui hurle, et comme accroche : « Where shopping can cost you an arm and a leg » (« Quand faire vos courses peut vous coûter un bras et une jambe »).
Le film a été tourné à Los Angeles. les plans extérieurs montrent le Beverly Center, sur Beverly Blvd qui devait également servir de décor pour les scènes d'intérieur, finalement tournées dans la Sherman Oaks Galleria, 15301 Ventura Boulevard, renommée « Park Plaza » dans le film, et qui servit de décor à d'autres films comme Terminator 2 : Le Jugement dernier (1991), Commando (1985) ou Ça chauffe au lycée Ridgemont (1982).
C'est la seconde réalisation de Jim Wynorski après le film d'arts martiaux The Lost Empire (1985) dont on peut apercevoir à de multiples reprises l'affiche dans le restaurant où travaille Alison. Dans ce même restaurant, on aperçoit également les affiches de La Galaxie de la terreur (1981) , Mutant (Forbidden World, 1982), Slumber Party Massacre (1982) et Barbarian Queen (1985). Le réalisateur prête également sa voix aux robots, et est l'auteur du livre They Came from Outer Space que lit le gardien au début du film.
Le film est produit par Roger Corman et sa femme, Julie. Roger Corman est connu pour avoir produit ou réalisé nombre de films de série B, dont Attack of the Crab Monsters (1957) qui est le film qu'Allison et Ferdy regardent à la télévision.
Shopping possède des points communs avec plusieurs films :
- dans le téléfilm Trapped (film, 1973) (1973), un homme se retrouve enfermé pour la nuit dans un centre commercial et doit combattre des chiens de garde.
- dans Zombie (1978), un centre commercial sert également de décor principal, les agresseurs étant cette fois des zombies.
- dans Short Circuit, sorti la même année, un robot nommé Numéro 5 devient doué de conscience après avoir été frappé par la foudre et décide d'échapper aux militaires l'ayant conçu à des fins belliqueuses.
- dans RoboCop, sorti l'année suivante, un robot policier est chargé d'assurer la sécurité.

Shopping comporte également divers clins d'œil à d'autres films antérieurs :
- Paul Bartel et Mary Woronov, le couple assistant à la présentation des robots, reprennent leurs rôles de Paul et Mary Bland du film Eating Raoul (1982), une autre production de Roger Corman.
- Lorsque Mike aperçoit le robot et lui montre son badge, il lui dit « Klaatu Barada Nikto », la célèbre phrase utilisée dans le film Le Jour où la Terre s'arrêta (1951) pour apaiser le robot appartenant à Klaatu.
- Lorsque Allison (Kelli Maroney) est félicitée pour ses talents de tireuse, elle rétorque simplement que son père est un Marine. Deux ans plus tôt, dans La Nuit de la comète, Kelli Maroney jouait le rôle de Samantha, une adolescente avec un père militaire, habituée au maniement des armes.
- Dans Evolver (film), les robots deviennent incontrolable a la même façon contre les jeunes.

Sans oublier l'acteur Dick Miller qui interprète pour la 4e fois de sa carrière un personnage nommé Walter Paisley. La première fois était dans le film Un baquet de sang (1959) de Roger Corman.
À noter que la version diffusée sur les chaînes câblées est plus longue que la version cinéma. Elle comporte des vues aériennes de Los Angeles, des dialogues entre les techniciens qui s'occupent des robots, et on aperçoit plus longuement Alison et Ferdy regarder Attack of the Crab Monsters à la télévision.
Ce film est également une critique assez violente du consumérisme reaganien de cette époque mais qui peut aussi éventuellement s'appliquer en 2024.